# Josef Schmitzberger

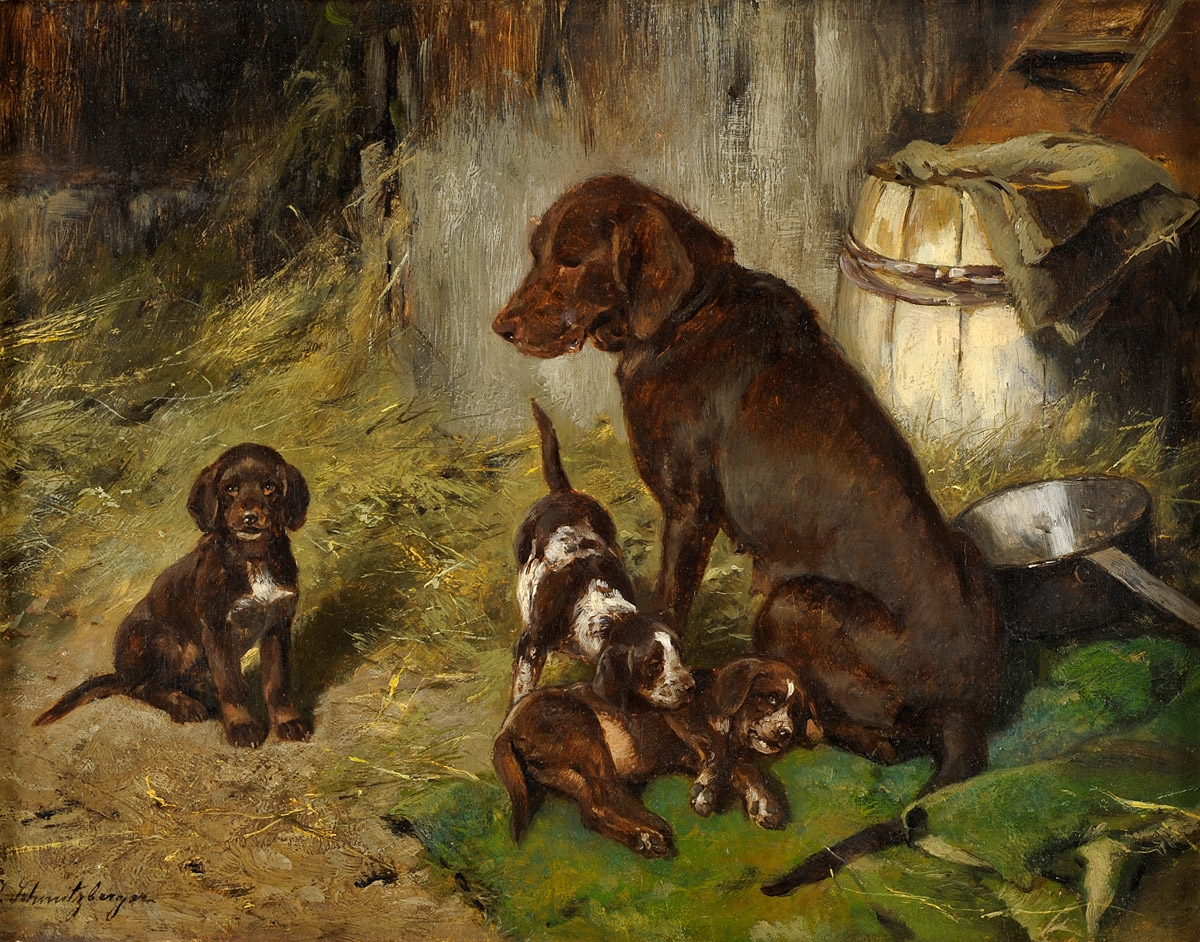
Die stolze Hundemutter

Josef Schmitzberger (* 28. Januar 1851 in München; † nach 1936 ebenda) war ein deutscher Jagd-, Tier- und Landschaftsmaler.
Nach einer Lehre beim Vater, einem Edelsteinschleifer, besuchte er die Königliche Kunstgewerbeschule München. Danach studierte er ab dem 4. Mai 1868 an der Königlichen Akademie der Künste in München.
Nach dem Studium war er in München als Jagd-, Tier- und Landschaftsmaler tätig. Er stellte seine Werke im Münchener Glaspalast aus. Seine Bilder erschienen auch oft in der „Gartenlaube“. Schmitzberger war Mitglied der Münchner Künstlergenossenschaft. 
Im Schloss Herrenchiemsee fertigte er Tierbilder für die Decke des blauen Salons.